# Maureen Kimenye
Bác sĩ Maureen Kamene Kimenye Mariita, thường được gọi là Maureen Kimenye, là một bác sĩ và quản trị viên y tế người Kenya, là người đứng đầu Chương trình kiểm soát bệnh lao, bệnh phổi và bệnh phổi quốc gia, thuộc Bộ Y tế Kenya.

## Bối cảnh và giáo dục
Cô sinh ra ở Kenya, khoảng năm 1983. Sau khi theo học tại các trường tiểu học và trung học địa phương, cô được nhận vào trường Y Đại học Moi, nơi cô có bằng Cử nhân Y khoa và Cử nhân Phẫu thuật.
Cô học tại Viện nghiên cứu bệnh lao, Nhật Bản, tốt nghiệp Văn bằng dịch tễ học và kiểm soát bệnh lao. Cô cũng có bằng Cao đẳng Quản lý Dự án, lấy từ Học viện Quản lý Kenya, ở Nairobi, Kenya. Sau đó, cô đã dành một năm trong một chương trình nghiên cứu sinh, nghiên cứu nhiều chủng vi khuẩn lao và HIV/ AIDS kháng thuốc ở Lesentine, Nam Phi. Bằng thạc sĩ quản trị kinh doanh của cô đã được trao bởi Đại học Nicosia ở Síp.

## Sự nghiệp
Bác sĩ Maureen Kimenye là cơ quan hàng đầu trong việc điều trị và kiểm soát bệnh lao ở châu Phi cận Sahara. Cô giám sát sự phát triển của một ứng dụng máy tính di động, Tibu, cho phép các bác sĩ theo dõi hồ sơ của hơn 550.000 bệnh nhân lao ở Kenya. Cô đã giúp Namibia và Ethiopia nhân rộng ứng dụng.
Cô có niềm đam mê giảng dạy và chịu trách nhiệm giáo dục hơn 1.000 người về cách điều trị bệnh lao. Sử dụng hội nghị truyền hình, cô giúp các chuyên gia dạy các lớp về bệnh lao. Một số người gọi tham gia với 15 hoặc 30 cá nhân khác trong cuộc gọi. Ứng dụng được gọi là TB Echo, có thể lưu trữ tới 4.500 người gọi cùng một lúc.

## Những ý kiến khác
Vào tháng 9 năm 2018, Business Daily Africa, một người Kenya, tiếng Anh, tờ báo hàng ngày, có tên Tiến sĩ Maureen Kimenye, trong số "Top 40 phụ nữ dưới 40 tuổi ở Kenya năm 2018".